# Colombé-la-Fosse
Colombé-la-Fosse ist eine französische Gemeinde mit 163 Einwohnern (Stand: 1. Januar 2022) im Département Aube in der Region Grand Est. Der Ort gehört zum Arrondissement Bar-sur-Aube und zum Kanton Bar-sur-Aube. Zudem ist die Gemeinde Teil des 1993 gegründeten Gemeindeverbands Communauté de communes de Soulaines. Die Einwohner werden Conivans/Conivannes genannt.

## Geographie
Colombé-la-Fosse liegt rund 53 Kilometer östlich von Troyes und 7 Kilometer nordöstlich der Kleinstadt Bar-sur-Aube im Osten des Départements Aube. Die Gemeinde besteht aus dem Dorf Colombé-la-Fosse und dem Landgut Ferme de Rome. Im Süden des Orts durchquert der Bach Bresse die Gemeinde.   
Nachbargemeinden sind Maisons-lès-Soulaines im Norden, Thors und Saulcy im Nordosten, Colombé-le-Sec im Osten, Südosten und Süden, Voigny im Südwesten, Arrentières im Westen sowie Engente im Nordwesten.

## Geschichte
Bis zur Französischen Revolution lag Colombé-la-Fosse innerhalb der Provinz Champagne. Die Gemeinde gehörte von 1793 bis 1801 zum Distrikt Bar-sur-Aube. Seit 1801 ist sie Teil des Arrondissements Bar-sur-Aube. Von 1793 bis 1801 war der Ort dem Kanton Ville sur Terre zugeteilt. Von 1801 bis 2015 lag die Gemeinde innerhalb des Kantons Soulaines-Dhuys. 

## Bevölkerungsentwicklung
| Jahr                       | 1962 | 1968 | 1975 | 1982 | 1990 | 1999 | 2006 | 2019 |
| Einwohner                  | 187  | 178  | 151  | 182  | 195  | 237  | 222  | 189  |
| Quellen: Cassini und INSEE |      |      |      |      |      |      |      |      |

## Sehenswürdigkeiten
- Kirche Saint-Louvent, Monument historique[1]
- Kreuz auf dem Dorffriedhof, Monument historique[2]
- Wegkreuz an der Straße nach Saulcy
- Denkmal für die Gefallenen[3]